# Scutellaria
- Commons
- Wikispecies

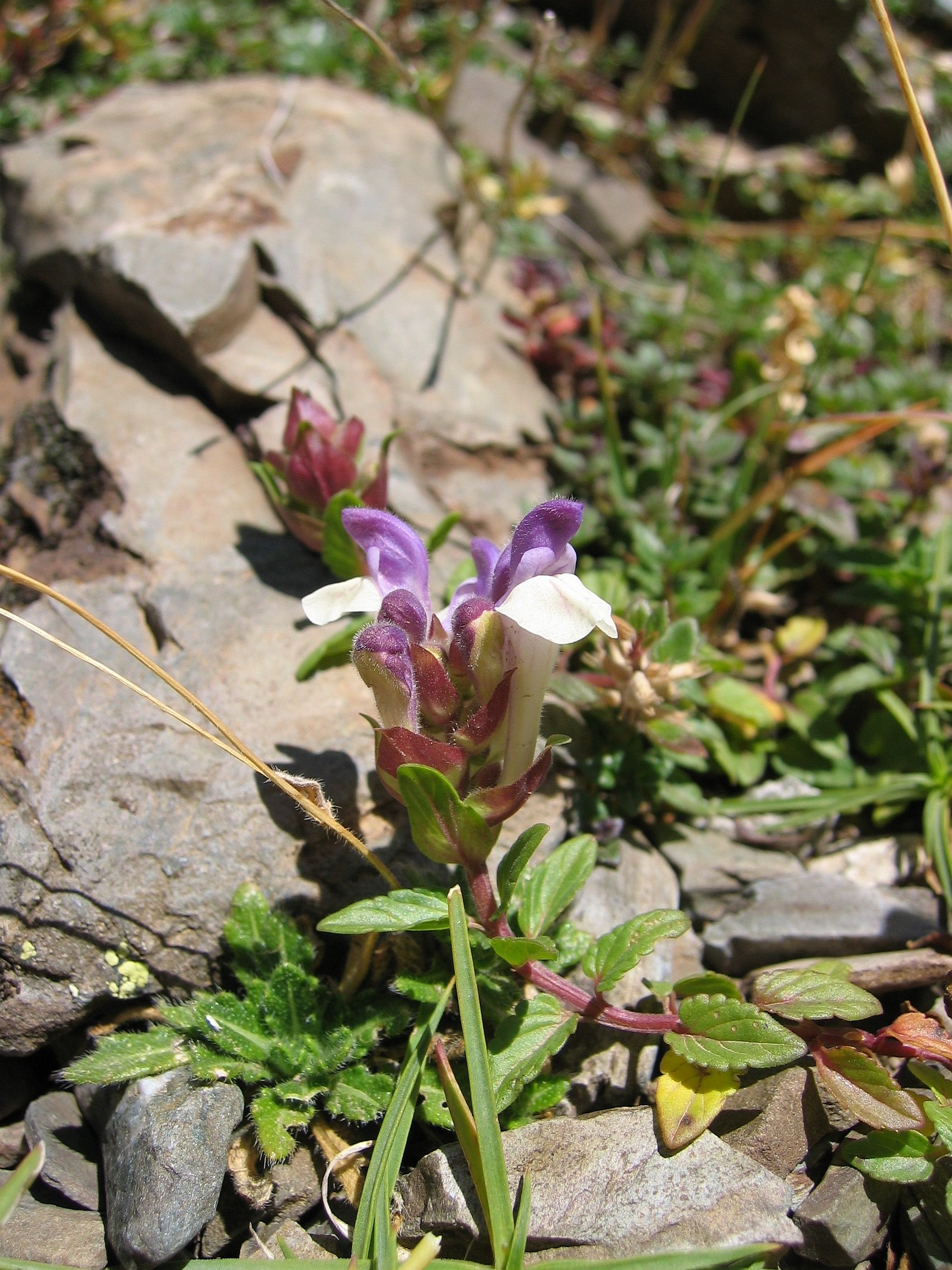
Scutellaria alpina.

Scutellaria L. é um gênero botânico da família Lamiaceae.

## Sinonímia
| - Anaspis Rech.f. - Cruzia Phil. - Harlanlewisia Epling | - Perilomia Kunth - Salazaria Torr. - Theresa Clos |

## Descricção
Este género é mundialmente encontrado em regiões temperadas e em montanhas tropicais. Este género é constituido por aproximadamente 300 espécies de plantas.
A maioria das plantas são herbáceas anuais ou perenes de 5 cm para 1m de altura, mas algumas são arbustos e algumas são aquáticas. Eles têm quatro talos em ângulo e folhas opostas. As flores têm lábios superiores e inferiores. O género é reconhecido facilmente pela proteção típica no cálice que também incitou seu nome popular.

## Principais Espécies
| - Scutellaria abbreviata - Scutellaria adenophylla - Scutellaria adenostegia - Scutellaria adenotricha - Scutellaria adsurgens - Scutellaria affinis - Scutellaria agrestis - Scutellaria alabamensis - Scutellaria alberti - Scutellaria albida - Scutellaria albituba - Scutellaria alborosea - Scutellaria alpina - Scutellaria altissima - Scutellaria angustifolia - Scutellaria atriplicifolia - Scutellaria aurata - Scutellaria baicalensis - Scutellaria barbata - Scutellaria brittonii - Scutellaria californica - Scutellaria columnae - Scutellaria costaricana - Scutellaria formosana | - Scutellaria galericulata - Scutellaria hastifolia - Scutellaria hirta - Scutellaria incana - Scutellaria incarnata - Scutellaria indica - Scutellaria integrifolia - Scutellaria lateriflora - Scutellaria longifolia - Scutellaria minor - Scutellaria montana - Scutellaria nana - Scutellaria orientalis - Scutellaria ovata - Scutellaria parvula - Scutellaria purpurascens - Scutellaria resinosa - Scutellaria rubicunda - Scutellaria scordiifolia - Scutellaria splendens - Scutellaria tuberosa - Scutellaria ventenatii - Scutellaria violacea |

- «Mais espécies deste género»

## Classificação do gênero
| Sistema | Classificação                        | Referência               |
| ------- | ------------------------------------ | ------------------------ |
| Linné   | Classe Didynamia, ordem Gymnospermia | Species plantarum (1753) |